# 姆欽吉縣
13°45′S 33°05′E / 13.750°S 33.083°E
姆欽吉縣（Mchinji District）是馬拉維中部的一個縣，屬於中央區的一部分，該縣北臨卡松古縣，東鄰利隆圭縣，西南面是莫桑比克，西北面是贊比亞，面積3,356平方公里，人口324,941。